# Fritz Scheller (Radsportler)
Fritz Scheller (* 22. September 1914 in Erlangen; † 22. Juli 1997 in Roßtal) war ein deutscher Radrennfahrer.
1932 und 1936 wurde Fritz Scheller Deutscher Straßenmeister der Amateure. 1936 startete er bei den Olympischen Spielen in Berlin im olympischen Straßenrennen und belegte Platz vier. 1937 wurde er ein drittes Mal Deutscher Straßenmeister, und bei den Straßen-Weltmeisterschaften im selben Jahr in Kopenhagen errang er die Bronzemedaille. Als Amateur gewann Scheller 1934 und 1936 die Harzrundfahrt, 1935 Rund um die Hainleite.
1938 wurde Scheller Profi und gewann Rund um die Weinstraße sowie Rund um Frankfurt. 1939 gewann er erneut die Harzrundfahrt, und bei der Großdeutschlandfahrt belegte er Rang drei in der Gesamtwertung. 1940 wurde er Dritter der deutschen Straßenmeisterschaft und gewann Rund um die Hainleite für das Radsportteam Adler. Nach dem Zweiten Weltkrieg wurde er 1946 deutscher Meister im Kriterium und belegte 1948 Platz drei in der Gesamtwertung des Grünen Bands der IRA, einer Vorgängerin der Deutschland-Tour. Im Sommer 1950 wollte er sich nach der Deutschland-Rundfahrt mit einem guten Ergebnis vom aktiven Sport verabschieden. Auf dieses Ziel hin war sein Training ab Saisonbeginn hin aufgebaut. Ein schwerer Sturz auf der 10. Etappe führte jedoch zum sofortigen Ende seiner Karriere.
Nach dem Ende seiner aktiven Radsportkarriere eröffnete Fritz Scheller ein Fahrradgeschäft in Nürnberg sowie ein weiteres in Hof, veranstaltete Rennen auf der Radrennbahn am Reichelsdorfer Keller und machte sich um den Stehersport verdient. Bis heute hält Scheller mit drei deutschen Meistertiteln im Straßenrennen den Rekord.